# 贾黯
賈黯（1022年—1065年），字直孺，鄧州穰縣（今河南鄧州）人。
北宋慶曆六年（1046年）丙戌科狀元，授將作監丞，通判襄州。遷為著作佐郎，值集賢院，歷官左正言、開封知府、中書舍人、給事中、御史丞等職，與范仲淹友好，謁范仲淹說：“某晚生，偶得科第，願受教。”後捲入濮議之爭，臨死前留遺書，請宋英宗稱其親生父為伯父。歐陽修曾說：“黯為人剛直，但思慮或有不至耳。”

## 延伸阅读
[在维基数据编辑]
 《宋史/卷302》，出自脱脱《宋史》